# Leonor Orosa
Leonor Orosa Goquingco (Jolo, Sulu, 24 de julio de 1917 - 15 de julio de 2005) fue una importante bailarina, coreógrafa y crítica artística filipina, autora de gran número de creaciones y estudiosa de la danza clásica, la moderna, los bailes filipinos y el baile español. Tenía una profunda formación artística y musical: tocaba el piano, diseñaba escenografías y vestuarios, dibujaba y esculpía, y era una persona de gran creatividad. Es considera la pionera de la danza teatral en Filipinas y uno de sus más importantes críticos en las artes escénicas y entre otros muchos cargos fue la directora del Ballet de Filipinas.
Usaba el pseudónimo de Cristina Luna, usando en él el apellido de su madre.

## Biografía
Leonor Orosa nació en la población musulmana de Jolo al poco de ser destinados al hospital de la localidad sus padres, los prestigiosos médicos y escritores Severina Luna de Orosa y Sixto Y. Orosa. Al mismo tiempo, era hermana de Rosalinda Orosa, conocida crítica y escritora ganadora de un premio Zobel, como sus padres.
Leonor contrajo matrominio con Benjamin Goquinco, con el cual tuvo tres hijos, a los que bautizaron como Benjamin, Rachelle y Regina.

### Formación
Al igual que había ocurrido con sus padres, durante todos sus estudios fue una alumna excelente, siendo la primera de su promoción durante sus estudios en el instituto de Negros Occidental. En 1929 se licenció en la Universidad Central de Filipinas.
Posteriormente continuó sus estudios en Manila, ingresando en la Universidad Femenina de Filipinas (PWU), en la cual obtuvo un diploma summa cum laude. Más tarde enriqueció su formación en el extranjero, estudiando arte, teatro y música en la Universidad de Columbia y en Nueva York (USA).
En aquel periodo también asistió a cursos profesionales en el acreditado Ballet de Montecarlo, en el estado europeo de (Mónaco).

## Obra como bailarina y coreógrafa
Leonor fue una mujer muy prolífica y con una larga vida, con multitud de trabajos de éxito nacional e internacional.
Con tan solo 19 años, en 1939, fue enviada en una comisión cultural a Japón, donde produjo y representó las obras Circling the Globe y Dance Panorama. En 1940 creó The Elements, primera coreografía oficial realizada por un filipino.
Como bailarina, Leonor actuó desde muy joven en multitud de escenarios importantes y festivales como el Auditorio Theresa Kaufmann, el Rockefeller Plaza o el Museo Americano de Historia Natural, apareciendo en numerosísimas representaciones internacionales.
En 1941, entre otros proyectos, se encargó del primer ballet folclórico filipino (Trend: Return to the Native’', Regreso a los orígenes).
Tras la Segunda Guerra Mundial organizó el Ballet de Filipinas, con el cual en 1955 representó su renombrada obra Suite Noli
basada en la novela Noli Me Tángere de José Rizal. Cada uno de los movimientos de esta suite presenta una coreografía diferente, entre ellas: María Clara y el leproso, Salomé y Elías, Sisa, Asalto por María Clara, Los cotilleos….
También se adentró en el campo de la zarzuela, presentando en 1961 en Madrid la zarzuela ‘’Vida filipina. Leyenda. La tradición de la danza’’, de la que era directora y coreógrafa, durante la gira mundial que hizo durante la década de los sesenta con su compañía ‘’Ballet Filipinescas’’ (Filipinescas Dance Company).

## Obra literaria y crítica
Leonor Orosa Luna también fue una prolífica escritorá que firmó gran cantidad de artículos sobre danza y arte, que se publicaron en revistas y medios especializados como el Dance Magazine de Nueva cork, la Enciclopedia Della Spettacolo de Roma), el Grove's Dictionary of Music and Musicians de Londres, el Arts of Asia de Hong Kong y la Fundación Cultural Filipina
Fue autora de los libros Danzas de las islas Esmeralda y Vida filipina. Leyenda. La tradición de la danza’’.

## Premios y reconocimientos (selección)
- 1961. Premio Patnubay ng Sining at Kalinangan (Filipinas)
- 1962. Premio Centenario Rizal
- 1964. Premio Patnubay ng Sining at Kalinangan (Filipinas)

En el año 2010 se editaron sellos postales con el retrato de varios artistas filipinos importantes, uno de los cuales correspondía a la imagen de Leonor.